# Mokotów
Mokotów es un dzielnica (distrito) de Varsovia. Es el distrito con más habitantes de Varsovia y uno de los más densamente poblados. Es una zona fundamentalmente residencial y el lugar en el que tienen su ubicación varias sedes diplomáticas. Solo una parte muy pequeña del distrito está ligeramente industrializada (Służewiec Przemysłowy), la mayor parte de él está cubierto de parques y de zonas verdes. Por todo esto Mokotów es uno de los distritos más exclusivos de la ciudad. Su parte más antigua es El Viejo Mokotów.

## Historia
Aunque esta zona ha estado poblada desde principios de la Edad Media, no fue hasta el año 1916 cuando Mokotów fue incorporado a la ciudad de Varsovia. El nombre de este distrito es probablemente una transformación del nombre de la antigua villa de Mon Coteau en francés (Mi colina) que se ubicaba en el mismo emplazamiento. El nombre de Mon Coteau era a su vez la voz afrancesada por Napoleón del antiguo nombre de esta zona Mokotowo.
La mayor parte de este distrito fue urbanizada entre 1920 y 1930. Sobrevivió a la Segunda Guerra Mundial y a las incidencias del Levantamiento de Varsovia bastante bien y hoy en día es una de las pocas zonas de Varsovia que se conservan decentemente. La Prisión de Mokotów está localizada también en este distrito.